# Јадовник (Србија)
Јадовник је планина у западној Србији, југоисточно од Пријепоља, и 15 км западно од Сјенице. Дугачка је 12 км, са највишим врхом Катунићем са надморском висином од 1734 м. Припада старовлашкој групи динарског система, правца пружања југоисток-северозапад уз саму котлину реке Лим, која је граница планине са западне стране. Са друге стране поменуте котлине налазе се обронци планине Камене горе, а нешто северније је планина Побијеник. На истоку обронци Јадовника сежу до долине реке Увац, а на северу до долине, односно кањона реке Милешевке, која их одваја од планине Златара. На Јадовник се, на југу, надовезује планина Озрен, са највишим врхом Велика греда (1 585 m). 
Средишњи део изграђен је од тријаских пешчара и кречњака који леже у дијабаз-рожњачком терену, а југоисточни од серпентина. 
На широком темену планине су пашњаци и ливаде, по којима су расуте куће села Страњана и сточарске појате. Шири појасеви шуме пружају се по стрмијим странама према реци Милешевки и Увцу. Доњи део масива обрастао је листопадном, углавном буковом шумом, која се у нешто вишим пределима меша са четинарима, који ће потом преовладати. Нешто ниже, у подгорини, постоје повољни климатски услови за пољопривредну производњу, сточарство и воћарство, а истичу се гајење пчела и винове лозе. 
Дуж југозападног подножја поред Лима, води асфалтни пут Пријепоље-Бијело Поље, од којег се дуж северозападног подножја одваја пут за Сјеницу и Нови Пазар.